# Ligne de Kouvola à Iisalmi
La ligne de Kouvola à Iisalmi (finnois : Kouvola–Iisalmi-rata), dite aussi ligne de Savonie (finnois : Savonrata), est une ligne de chemin de fer, du réseau de chemin de fer finlandais, qui relie la gare de Kouvola à la gare d'Iisalmi.

## Histoire
La ligne entre Kouvola et Kuopio est ouverte le 1er octobre 1889.
Au début du XXe siècle, la construction reprend vers le nord de Kuopio. La circulation vers Iisalmi débutera en 1902. En 1904, la voie atteint Kajaani. À cette époque la longueur de la voie était de 443 kilomètres.